# Yoshiteru Konishi
Yoshiteru Konishi (小西良輝?, Konishi Yoshiteru; Kyoto, 4 agosto 1969) è un pilota motociclistico giapponese.

## Carriera
Per quanto riguarda la carriera nel motomondiale, ha gareggiato solamente nella stagione 2000, nella classe 500 e guidando una TSR-Honda.
Quale miglior risultato stagionale ha conseguito un decimo posto al GP di Catalogna e, al termine della stagione è giunto al 19º posto.
Per quanto riguarda le altre competizioni, vanta alcune presenza alla 8 Ore di Suzuka con un terzo posto nell'edizione del 2008 su Honda e ha partecipato per molti anni nel campionato giapponese nelle categorie Superstock 600 e Superbike. In ambito nazionale si è laureato tre volte campione nella categoria Superstock 600, nelle stagioni: 2003, 2007 e 2008.

## Risultati nel motomondiale
| 2000 | Classe | Moto      |    |     |    |    |     |    |    |     |    |  |    |    |    |    |    |    | Punti | Pos. |
| ---- | ------ | --------- | -- | --- | -- | -- | --- | -- | -- | --- | -- |  | -- | -- | -- | -- | -- | -- | ----- | ---- |
| 2000 | 500    | TSR-Honda | 13 | Rit | 16 | 13 | Rit | 15 | 10 | Rit | NQ |  | 20 | 17 | 14 | 18 | 18 | 15 | 16    | 19º  |

| Legenda | 1º posto        | 2º posto            | 3º posto            | A punti      | Senza punti        | Grassetto – Pole position Corsivo – Giro più veloce |
| Legenda | Gara non valida | Non qual./Non part. | Ritirato/Non class. | Squalificato | '-' Dato non disp. | Grassetto – Pole position Corsivo – Giro più veloce |